# Nguyễn Phúc Hồng Bàng
Nguyễn Phúc Hồng Bàng (chữ Hán: 阮福洪傍; 30 tháng 6 năm 1838 – 21 tháng 7 năm 1853), là một hoàng tử con vua Thiệu Trị nhà Nguyễn trong lịch sử Việt Nam. Ông mất sớm nên không được phong tước.

## Tiểu sử
Hoàng tử Hồng Bàng sinh ngày 9 tháng 5 (âm lịch) năm Mậu Tuất (1838), là con trai thứ 13 của vua Thiệu Trị, mẹ là Nhất giai Lương phi Võ Thị Viên. Hồng Bàng là người con thứ ba của bà Lương phi, là anh em cùng mẹ với Gia Hưng vương Hồng Hưu, An Phúc Quận vương Hồng Kiện, Đồng Phú Công chúa Ý Phương, hoàng tử Hồng Thụ và hoàng nữ Minh Tư (mất sớm).
Năm Tự Đức thứ 6, Quý Sửu (1853), ngày 16 tháng 6 (âm lịch), hoàng tử Hồng Bàng mất khi mới 16 tuổi, không được truy tặng tước vị. Mộ của hoàng tử được táng tại Dương Xuân (nay thuộc phường Thủy Xuân, Huế). Ông được thờ ở đền Triển Thân.
Năm Tự Đức thứ 4 (1851), tháng 8 nhuận (âm lịch), hoàng đệ Hồng Bàng được vua anh ban cho bộ chữ Chỉ (止) để đặt tên cho các con cháu trong phòng, nhưng tiếc rằng ông mất sớm, không có con nối dõi.